# Воликов, Василий Гаврилович
Василий Гаврилович Воликов (15 июля 1938 года, село Кривая Лука, Краснолиманский район, Донецкая область) — передовик производства, украинский коммунистический деятель, машинист локомотивного депо Красный Лиман Донецкой железной дороги. Герой Социалистического Труда (1984). Депутат Верховного Совета УССР 8 — 11 созывов.

## Биография
Родился 15 июля 1938 в крестьянской семье в селе Кривая Лука. Окончил Славянский железнодорожный техникум. С 1957 по 1960 год служил в Советской Армии. Потом работал техником, кочегаром и помощником машиниста.
С 1964 года — машинист электровоза локомотивного депо Красный Лиман имени 50-летия Советской Украины Донецкой области. В 1974 году вступил в КПСС.
В 1984 году удостоен звания Героя Социалистического Труда за личный вклад в повышение производительности труда на железнодорожном транспорте. Неоднократно избирался депутатом Верховного Совета УССР (8 — 11 созывы).
После выхода на пенсию проживает в городе Лиман.

## Награды
- Орден Ленина — указом Президиума Верховного Совета СССР от 13 мая 1977 года
- Герой Социалистического Труда — указом Президиума Верховного Совета от 3 августа 1984 года
- Орден Ленина — указом Президиума Верховного Совета от 3 августа 1984 года [1]
- Орден Трудового Красного Знамени — указом Президиума Верховного Совета от 28 февраля 1974 года [2]
- Всесоюзная премия имени Петра Кривоноса